# Cea (León)
Pour les articles homonymes, voir Cea.
Cea est une commune d'Espagne dans la province de León, communauté autonome de Castille-et-León. Elle s'étend sur 112,34 km2 et comptait environ 515 habitants en 2011.